# こんにちはラジオセンター
『こんにちはラジオセンター』は、NHKラジオ第1放送で1984年4月2日から1989年3月にかけて放送された午後の情報番組である。

## 概要
1983年11月21日から26日まで「ラジオ週間」でパイロット版が放送された。
当番組内でも放送された「くらしの電話相談」は、「ラジオほっとタイム」や「つながるラジオ」に番組が衣替えをされていながらも継続している。「列島リレーニュース」もこの番組で放送された。

## 放送時間
- 月曜日 - 土曜日 13:00 - 18:50

## パーソナリティ
- 平岩毅→秋山隆（月・火）
- 和田篤（水・木）
- 広瀬久美子（金・土）